# Aziz Maouhoub
Aziz Maouhoub (Arabe: عزيز موهوب), né Abdelaziz Boualil le 2 mars 1939 à Marrakech et mort le 3 mars 2019 à Rabat, est un acteur marocain.

## Biographie
Abdelaziz Boualil naît le 2 mars 1939 à Marrakech.
Il est connu sous le nom de scène d'Aziz Maouhoub.
En 1962, il devient lauréat de l’École des acteurs et du théâtre.
Aziz Maouhoub a participé à la création du Syndicat national des professionnels du théâtre. Durant sa carrière il va jouer dans plusieurs pièces de théatre et devenir, selon les médias, « l'icône du théatre marocain ».
Acteur de télévision et de cinéma, il va jouer pendant sa carrière dans plusieurs œuvres comme la série télévisée Chajart zawiya (2003) et le film Khat rajâa (2005).
Il meurt 3 mars 2019 à Rabat où il est inhumé au cimetière Hay Ryad.

## Prix et reconnaissances
En 2015, le roi Mohammed VI le décore du Wissam Al Moukafaa Al Watania de 2e classe (Commandeur).